# Tour Défense 2000
Tour Défense 2000  är en skyskrapa i La Défense i Paris storstadsområde, Frankrike. Detta torn är den högsta bostadsbyggnaden i Frankrike. Byggnaden har 47 våningar och 370 lägenheter för en befolkning på cirka 900 personer. En förskola ligger på bottenvåningen.
Säkerhetspost dygnet runt.